# Jonathan Law

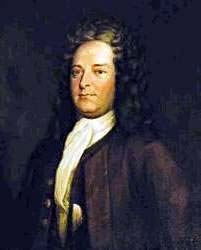
Jonathan Law

Jonathan Law (* 6. August 1674 in Milford, Colony of Connecticut; † 6. November 1750 ebenda) war von 1741 bis 1750 Gouverneur der Colony of Connecticut.

## Werdegang
Jonathan Law, der einzige Sohn von Jonathan und Sarah (Clark) Law, wurde am 6. August 1674 in Milford, Connecticut geboren. Beide Elternteile stammen von prominenten Connecticut-Familien ab. Als junger Mann war Jonathan II. flüchtig als Pastor tätig, bevor er dann an die Harvard University ging, wo er Jura studierte. Er graduierte dort 1695 und arbeitete anschließend als Anwalt. 1698 gründete er eine eigene Praxis in Milford.
Im Mai 1709 wurde Law Friedensrichter und Justice of the Quorum für den New Haven County. Später wurde er Richter am Bezirksgericht von New Haven County sowie beisitzender Richter am Connecticut Superior Court. 1706 wurde er als Deputierter in Connecticuts General Assembly gewählt, wo er bis 1717 drei Amtsperioden tätig war. In jenem Jahr wurde er auch Assistant und war in dieser Stellung (bis auf eine Ausnahme von einem Jahr) bis 1724 tätig. Im Oktober 1724 wurde er zum Vizegouverneur und im Mai 1725 zum Chief Judge am Superior Court gewählt. Er hielt die letzten zwei Ämter zur selben Zeit, was in dieser Epoche in der Regierung möglich war. Als Law im Oktober 1741 nach dem Tod von Gouverneur Joseph Talcott der neue Gouverneur wurde, war er schon 67 Jahre alt und seit 35 Jahren in der Kolonialregierung aktiv.
Die Colony of Connecticut hatte lange mit England um das Recht seine eigenen Gesetze zu erlassen gerungen. Am 15. Februar 1727/8 fällte seine Majestät durch eine Verfügung in Council einen Beschluss gegen Connecticuts Interstate Estates Law (Gesetz für nicht testamentarisch geregelten Grundbesitz). Eine Bewährungsprobe dieser Verfügung kam während Joseph Talcott noch Gouverneur war, als ein Interstate-Fall eines Einwohners von Connecticut nach England gemeldet wurde. Rechtliche Auseinandersetzungen in diesem Fall, Clark vs. Tousey, setzten sich in Jonathan Laws Amtsperiode als Gouverneur fort. Obwohl der Kläger, Samuel Clark, Laws Cousin ersten Grades war, instruierte Gouverneur Law den Koloniebeauftragten Eliakim Palmer in London „den besagten Thomas Tousey gegen den besagten Samuel Clark zu unterstützen und zu verteidigen ... in der energischten und besten Weise“, betonend, dass die erlassenen Gesetze unserer Charter dem englischen Gewohnheitsrecht in Connecticut vorzuziehen waren. Mit einer soliden Verteidigung basierend auf Laws rechtsgültigen Stellungen und Argumenten war Connecticuts Position letztendlich durch ein englisches Gericht aufrechtzuerhalten, was damit die Rechtmäßigkeit der Charter bestätigte.
Die 1740er waren auch Jahre religiöser Belebung, bekannt als die „Great Awakening“. Die Congregational Churches erlebten Aufteilungen in ihren Ansammlungen, die „Old Lights“ wünschten so zu verbleiben, wie sie waren und die „New Lights“ nahmen und verfochten Reformen, sowie Gebete mit mehr Tatenkraft und Eifer. So lehnten viele Geistliche alle anderen ab, so dass die General Assembly von Connecticut ein Gesetz verabschiedete, was reisenden Pastoren die Predigten in einigen Gemeinden ohne die vorherige Erlaubnis des dortigen Pastors verbot. Gouverneur Law, sowie viele andere Mitglieder von Connecticuts Regierung, standen auf der Seite der Old Lights. Da die Trennung zwischen Kirche und Staat nicht so eindeutig wie jetzt war, führte dies für viele Jahre zu politischen Spaltungen in Connecticut.
Connecticuts Truppen nahmen 1745 unter Gouverneur Law während des King George’s War an Kampfhandlungen teil, als er diese ausschickte sich mit den Truppen der New England Kolonien zu vereinigen, die nach Cape Breton, Nova Scotia marschierten, um es dort von den Franzosen zu erobern. Dies war ein wichtiger Sieg für England und seine Kolonien. Nach dem Krieg behielt Connecticut 200 Männer an den Grenzen von New York und Massachusetts stationiert und entlang seiner eigenen Küstenlinie zu seiner eigenen Verteidigung.
Jonathan Law lebte zu einer Zeit, als die persönliche Lebensspanne sehr kurz sein konnte, da medizinische Kenntnisse über Krankheiten nicht sehr weitgehend waren. Auch wenn er 76 Jahre alt wurde, hatten seine Ehefrauen nicht soviel Glück. Law war fünf Mal verheiratet und hatte etliche Kinder, sieben von ihnen waren Söhne. Die meisten seiner Ehefrauen stammten von prominenten politischen Familien New Englands ab.
Jonathan Laws Eheschließungen waren:
- Am 20. Dezember 1698 mit Anne Eliot, Tochter von Rev. Joseph und Sarah (Brenton) Eliot. Anne Eliot war die Enkelin von John Eliot, dem Apostel (1604–1690), und von Gouverneur William Brenton von Rhode Island.
- Am 14. Februar 1704/5 mit Abigail Arnold, Tochter von Josiah und Sarah (Mills) Arnold. Abigails Großvater war Gouverneur Benedict Arnold von Rhode Island.
- Am 1. August 1706 mit Abigail Andrew, Tochter von Rev. Samuel Andrew, dem Rektor des Yale College.
- 1725 mit der Witwe Sarah (?) Burr aus Fairfield, Connecticut.
- 1730 mit Eunice (Hall) Andrew, Tochter von John und Dorothy (Lyman) Hall, Witwe von Rev. Samuel Andrew, dem Sohn des Rektors des Yale College und Tante von Lyman Hall, Unterzeichner der Unabhängigkeitserklärung von Georgia.

Einige seiner Kinder und Enkelkinder dienten im US-Kongress und hielten andere nationalpolitischen Ämter.
Jonathan Law wurde als ein talentierter, freundlicher und ausgeglichener Mann erachtet, einer der Religion, Bildung und Zusammenarbeit förderte. Er starb am 6. November 1750, kurz nachdem die Herbstsitzung der General Assembly geendet hatte. Er wurde auf dem „Milford Cemetery“ in Milford beigesetzt. Die High School in Milford, Connecticut ist nach ihm benannt worden. Als eine Brücke zu Ehren der früheren Siedler von Milford errichtet wurde, wurde die Eingangsstufe von Jonathan Laws Haus in das Mauerwerk eingefügt.